# Tenzin Tsundue
Tenzin Tsundue (* 1975) je tibetský literát – básník, spisovatel a politický aktivista.

## Život a dílo
Narodil se v Indii tibetským rodičům, kteří uprchli z Tibetu okupovaného čínskou armádou. Vystudoval literaturu na universitě v Madrásu.
Tenzin Tsundue publikoval dvě sbírky básní: Crossing the Border a Kora, a knihy esejů Semshook a Tsen – Göl.
V roce 2001 získal ocenění Outlook-Picador Award for Non-Fiction. V roce 2002 jej módní časopis Elle zařadil mezi 50 nejelegantnějších osobností Indie. Je generálním tajemníkem hnutí Friends of Tibet. Pořádá osvětové přednášky na školách a příležitostné nenásilné protestní akce proti okupaci Tibetu při oficiálních návštěvách čínských představitelů v Indii.
Tenzin Tsundue v roce 1997 překročil tibetské hranice, byl zadržen čínskou policií a tři měsíce strávil ve vazbě. Mezi jeho dnes už legendární protesty – obvykle potom bývá policejně zadržen – patří vyvěšení tibetské vlajky a transparentu „Free Tibet!“ na fasádě hotelu Oberoi v Bombaji v průběhu návštěvy čínského premiéra. Naposledy byl preventivně uvězněn v policejní vazbě v říjnu 2019, rovněž při příležitosti čínské oficiální návštěvy.
Tenzin Tsundue je literárně činný, publikuje v indických i mezinárodních časopisech.